# Liste der Gouverneure von South Australia

Dienstflagge des Gouverneurs

Der Gouverneur von South Australia ist der Vertreter des britischen Monarchen, derzeit König Charles III., im australischen Bundesstaat South Australia. Der Gouverneur übt auf bundesstaatlicher Ebene dieselben konstitutionellen und zeremoniellen Funktionen aus wie der Generalgouverneur von Australien auf landesweiter Ebene.
In Übereinstimmung mit den Konventionen des Westminster-Systems handelt der Gouverneur fast ausschließlich gemäß dem Rat des Anführers der gewählten Regierung, in diesem Falle des Premierministers von South Australia. Der Gouverneur hat jedoch das Recht, den Premierminister zu entlassen.

## Liste der Gouverneure von South Australia
| Gouverneur                       | Amtsantritt       | Amtsaustritt       |
| -------------------------------- | ----------------- | ------------------ |
| John Hindmarsh                   | 28. Dezember 1836 | 16. Juli 1838      |
| George Gawler                    | 17. Oktober 1838  | 15. Mai 1841       |
| George Edward Grey               | 15. Mai 1841      | 25. Oktober 1845   |
| Frederick Robe                   | 25. Oktober 1845  | 2. August 1848     |
| Henry Young                      | 2. August 1848    | 20. Dezember 1854  |
| Richard Graves MacDonnell        | 8. Juni 1855      | 4. März 1862       |
| Dominick Daly                    | 4. März 1862      | 19. Februar 1868   |
| James Fergusson                  | 15. Februar 1869  | 6. Dezember 1872   |
| Anthony Musgrave                 | 9. Juni 1873      | 29. Januar 1877    |
| William Jervois                  | 2. Oktober 1877   | 9. Januar 1883     |
| William Cleaver Francis Robinson | 19. Februar 1883  | 5. März 1889       |
| Algernon Keith-Falconer          | 11. April 1889    | 10. April 1895     |
| Thomas Buxton                    | 29. Oktober 1895  | 29. März 1899      |
| Hallam Tennyson                  | 10. April 1899    | 17. Juli 1902      |
| George Le Hunte                  | 1. Juli 1903      | 18. Februar 1909   |
| Day Bosanquet                    | 18. Februar 1909  | 22. März 1914      |
| Henry Lionel Galway              | 18. April 1914    | 30. April 1920     |
| Archibald Weigall                | 9. Juni 1920      | 30. Mai 1922       |
| Tom Bridges                      | 4. Dezember 1922  | 4. Dezember 1927   |
| Alexander Hore-Ruthven           | 14. Mai 1928      | 26. April 1934     |
| Winston Dugan                    | 28. Juli 1934     | 23. Februar 1939   |
| Charles Barclay-Harvey           | 12. August 1939   | 26. April 1944     |
| 1. Baron Norrie                  | 19. Dezember 1944 | 19. Juni 1952      |
| Robert George                    | 23. Februar 1953  | 7. März 1960       |
| Edric Bastyan                    | 4. April 1961     | 1. Juni 1968       |
| James Harrison                   | 4. Dezember 1968  | 16. September 1971 |
| Mark Oliphant                    | 1. Dezember 1971  | 30. November 1976  |
| Douglas Nicholls                 | 1. Dezember 1976  | 30. April 1977     |
| Keith Seaman                     | 1. September 1977 | 28. März 1982      |
| Donald Beaumont Dunstan          | 23. April 1982    | 5. Februar 1991    |
| Roma Mitchell                    | 6. Februar 1991   | 21. Juli 1996      |
| Eric Neal                        | 22. Juli 1996     | 3. November 2001   |
| Marjorie Jackson-Nelson          | 3. November 2001  | 8. August 2007     |
| Kevin Scarce                     | 8. August 2007    | 7. August 2014     |
| Le Van Hieu                      | 1. September 2014 | 7. Oktober 2021    |
| Frances Adamson                  | 7. Oktober 2021   | Amtierend          |